# 写真エージェンシー
写真エージェンシー（しゃしんエージェンシー、Photo Agency、フォト・エージェンシー）とは、外部（社外）に写真作品を有償で提供することを目的とした企業または集団のことである。写真家が中心となっている場合もあり、写真家以外の者が中心となっている場合もある。
当初、写真エージェンシーは、報道写真を新聞社・出版社等に提供することを主たる業務として始まったことから、その起こりは、フォトジャーナリズムが勃興した、20世紀初頭にさかのぼる。
1920年代から1930年代にかけて、フランスのキーストーン（Keystone。1927年設立）、ドイツのデフォト（Dephot、1928年から1934年まで）やヴェルトルントシャウ（Weltrundschau、1920年代初頭に設立）などの設立が相次ぎ、特に一部の写真エージェンシーなどは有名な写真家を擁しつつ、高品質のニュース写真や注目されるような内容のニュース写真を新聞社等へ提供した。このような写真エージェンシーの活躍により、この時期に、写真エージェンシーの地位が非常に高まることとなる。
アメリカでも、1930年代末にはブラックスター（Blackstar）という写真エージェンシーがユーヨークで設立されている。
日本でも、名取洋之助の日本工房（1933年設立）を嚆矢として、1945年以前にも、多くの写真エージェンシーが設立されている。
第二次世界大戦後も、このようなエージェンシーの設立は相次ぎ、特に写真家による写真エージェンシーであるマグナム・フォトの設立（1947年）は特筆に値する。日本においては、マグナムと同様の「写真家による写真エージェンシー」としては、VIVO（1959年-1961年）を挙げることができる。
その他にも、数多くの写真エージェンシーが設立され、現在も盛んに活動を行っている。
なお、報道写真系の写真エージェンシーばかりではなく、ストック写真・ストックフォトを提供するための写真エージェンシーも多く設立されており、特に近年は広告写真の分野でも、写真エージェンシーが活躍している。
なお、写真エージェンシーが、新聞社等への写真提供のみならず、自社で管理する写真を用いて、雑誌・年鑑などの定期刊行物や写真集等を発行する場合も多い。